# Pedro y Mari
Pedro y Mari – polski zespół muzyczny, poruszający się w stylistyce około jazzowej (bossa-nova, latin jazz, swing, etc.)
Trzonem zespołu jest duet – rodzeństwo Maria Kudełka-Gonet (wokalistka) oraz gitarzysta Piotr Kudełka. W 2012 roku wygrali konkurs piosenki europejskiej w ramach festiwalu „Eurosong” w Katowicach. 15 listopada 2013 roku ukazała się debiutancka płyta zespołu zatytułowana „LATinO”- zawierająca kompozycje autorskie oraz covery. Otrzymała pozytywne recenzje w czasopismach Jazz Forum, Top Guitar, Gość Niedzielny. Artykuł o zespole ukazał się w gazecie Nasze Miasto (śląskie). Polskie Radio Katowice poświęciło im godzinną audycję „Jazzowe Nastroje” prowadzoną przez Henryka Cierpioła. Wystąpili w TVP Katowice, TV Silesia oraz TVN.

## Muzycy
Obecny skład zespołu
- Maria Kudełka Gonet – śpiew, flet poprzeczny, fortepian
- Piotr Kudełka – gitara

Gościnna współpraca
- Bogdan Hołownia – fortepian
- Bogusław Kaczmar – fortepian
- Wojciech Lichtański – saksofon
- Tomas Celis Sanchez[11] – perkusjonalia
- Szymon Madej – perkusja
- Grzegorz Skotnicki – perkusja
- Łukasz Kurek – perkusja
- Piotr Budniak – perkusja
- Jakub Mielcarek – kontrabas
- Mateusz Pliniewicz – skrzypce

## Dyskografia
| Rok wydania | Tytuł  | Wykonawcy    | Wydawca   |
| ----------- | ------ | ------------ | --------- |
| Rok 2013    | LATinO | Pedro y Mari | CM record |

### Lista utworów na płycie
1. „Kiedy Śpisz” – słowa i muzyka Piotr Kudełka
2. „Dindi” – słowa angielskie Ray Gilbert, muzyka Antônio Carlos Jobim
3. „Summer” – słowa i muzyka Maria Kudełka-Gonet
4. „Bésame mucho” – słowa i muzyka Consuelo Velazquez
5. „Nauczyłam się” – słowa Barbara Gruszka-Zych, muzyka Piotr Kudełka
6. „Boy/Girl from Ipanema” – tekst portugalski Vinicius de Moraes, tekst angielski Norman Gimbel, muzyka Antonio Carlos Jobim
7. „Cracovia” – muzyka Maria Kudełka-Gonet
8. „Jestem Z Kamienia” – słowa Barbara Gruszka-Zych, muzyka Maria Kudełka-Gonet, Piotr Kudełka
9. „Corcovado” – muzyka Antonio Carlos Jobim
10. „Labirynt” – słowa i muzyka Maria Kudełka-Gonet
11. „Estate” – tekst Bruno Brighetti, muzyka Bruno Martino
12. „Dobre Lato” – tekst Anna Leśniewska-Kudełka, muzyka Piotr Kudełka